# Dongodytes
Dongodytes is een geslacht van kevers uit de familie van de loopkevers (Carabidae). De wetenschappelijke naam van het geslacht is voor het eerst geldig gepubliceerd in 1993 door Deuve.

## Soorten
Het geslacht Dongodytes omvat de volgende soorten:
- Dongodytes baxian Tian, 2011
- Dongodytes deharvengi Tian, 2011
- Dongodytes fowleri Deuve, 1993
- Dongodytes giraffa Deuve, 2005
- Dongodytes grandis Ueno, 1998